# Lost in a Big City

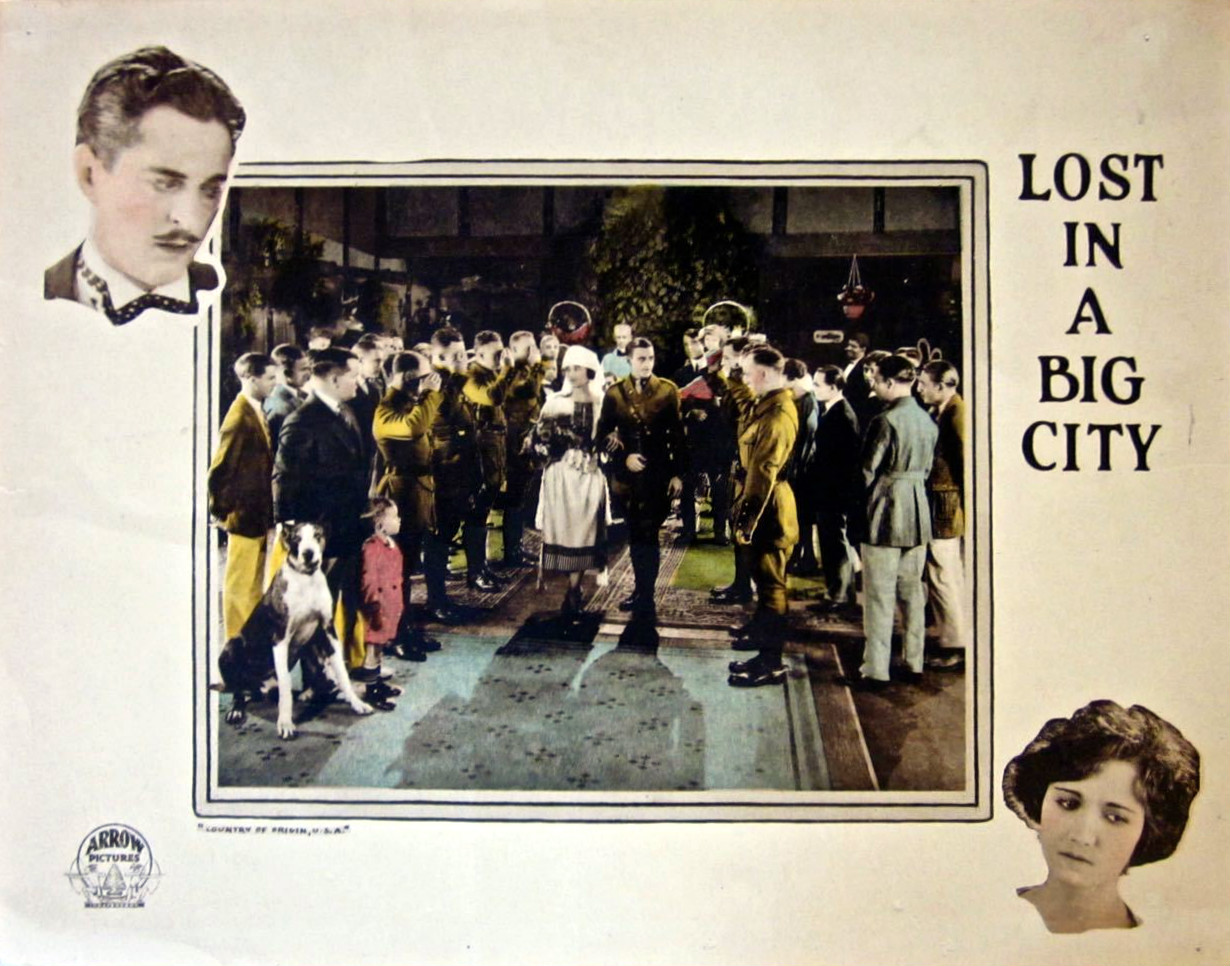
Carte promotionnelle du film.

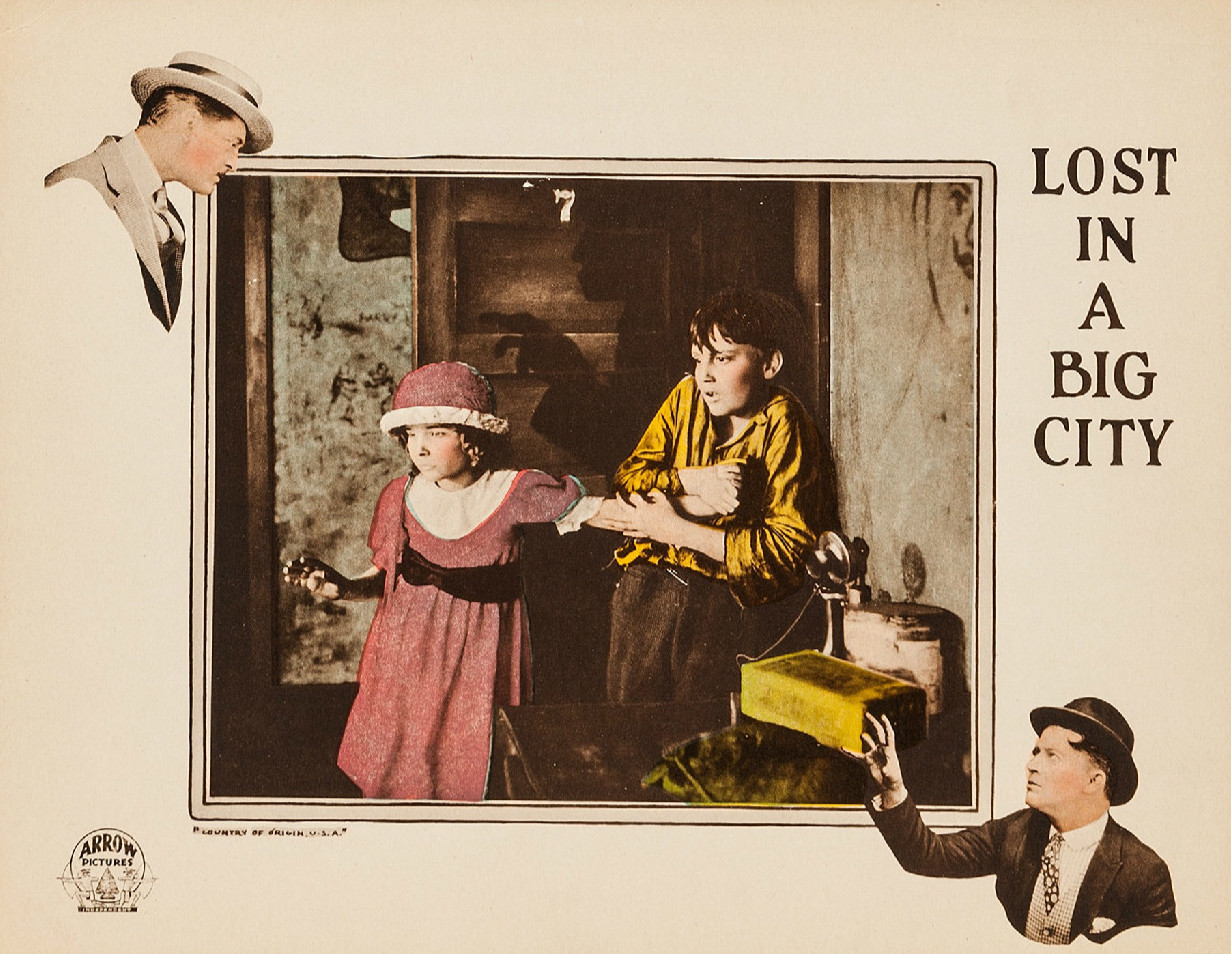
Carte promotionnelle du film.

 Lost in a Big City est un film américain réalisé par George Irving, sorti en 1923.

## Synopsis
Le prospecteur Harry Farley revient d'Alaska, et apprend que sa sœur Helen est partie à New York avec Florence sa fille aveugle, après que son mari l'ait quitté. Sous le nom de Sydney Heaton, celui-ci s'est remarié avec Blanche Maberly, mais est tombé sous l'influence de gangsters.

## Fiche technique
- Réalisation : George Irving
- Scénario : N.S. Woods, Lillian Case Russell
- Producteur :
- Photographie : Joseph Settle
- Production : Blazed Trail Pro
- Distributeur : Arrow Film Corporation
- Genre : Mélodrame[1]
- Durée : 80 minutes (8 bobines)[1]
- Date de sortie : 10 janvier 1923

## Distribution
- John Lowell : Harry Farley
- Baby Ivy Ward : Florence
- Jane Thomas : Helen
- Charles Byer : Sidney Heaton / Richard Norman
- Evangeline Russell : Blanche Maberly
- Edgar Keller : Salvatori
- Whitney Haley : Duboni
- Eddie Phillips : Trooper Ned Livingston
- Ann Brody : Mrs. Leary
- Charles A. Robins : 'Raisin' Jackson
- Jimmy Phillips : Dick Watkins
- Charles Mackay : Simeon Maberly
- Jules Cowles : Jasper